# Eciton hamatum
Eciton hamatum is een mierensoort uit de onderfamilie van de Ecitoninae. De wetenschappelijke naam van de soort is voor het eerst geldig gepubliceerd in 1782 door Fabricius.